# 미국의 하늘에 잘린 달 2
《미국의 하늘에 잘린 달 2》(인도네시아어: Bulan Terbelah di Langit Amerika 2)는 2016년 공개된 인도네시아의 영화이다. 샌프란시스코와 싱카왕에 촬영되었다. 《미국의 하늘에 잘린 달》의 속편이다.

## 등장 인물
- 아차 셉트리아사 (Acha Septriasa): 하눔 (Hanum) 역
- 아비마나 아랴사탸 (Abimana Aryasatya): 랑가 (Rangga) 역
- 니노 페르난데즈 (Nino Fernandez): 스테판 (Stefan) 역
- 리안티 카트라이트 (Rianti Cartwright): 아지마 후쎄인 (Azima Hussein) 역
- 보이 윌리암 (Boy William)
- 이화성 (李和星, 영어: Astro Li)[2]